# Kuit (anatomie)

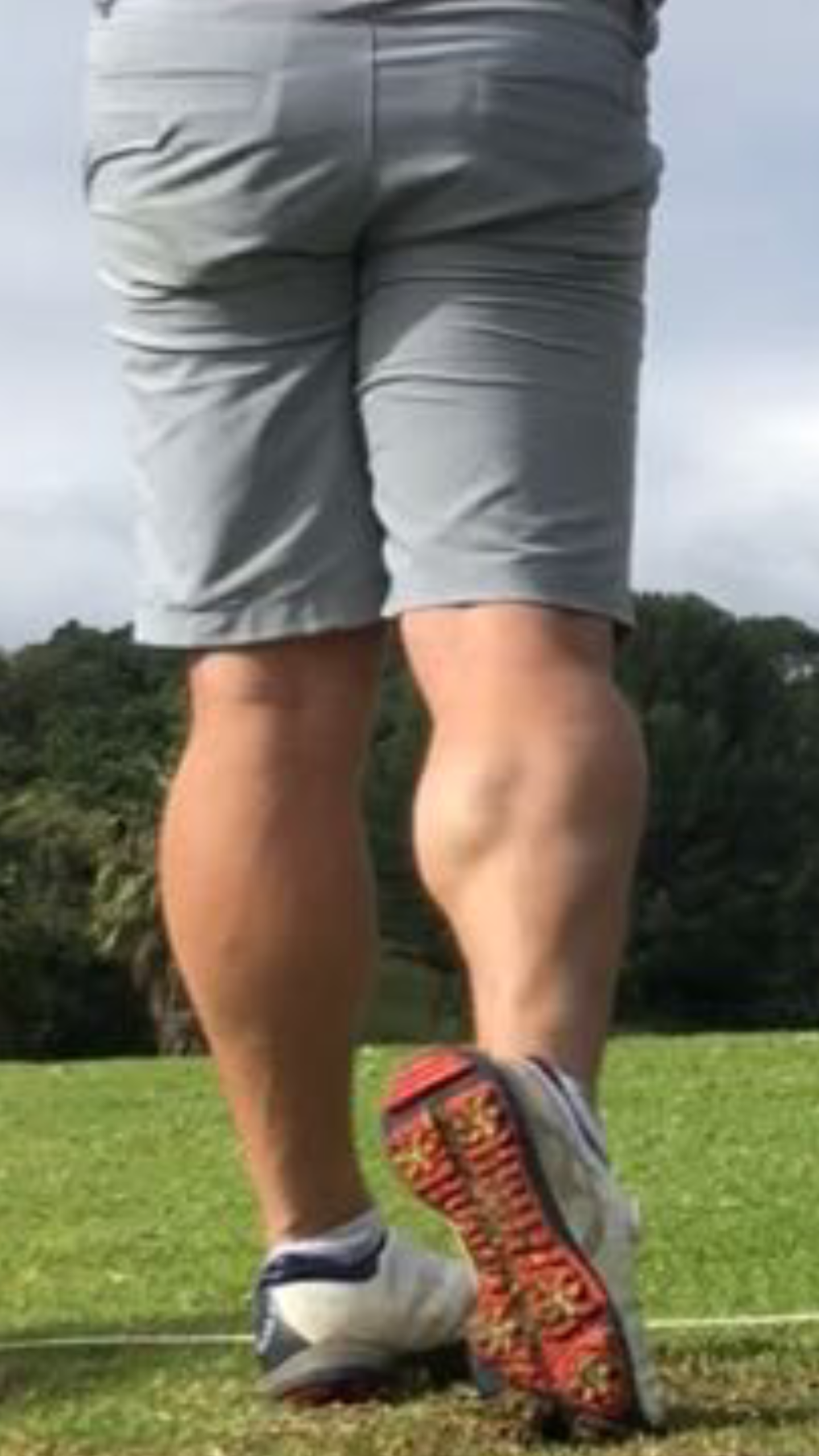
De kuit

De kuit is in de menselijke anatomie de naam voor het vlezige, gespierde achterdeel van het been dat zich bevindt tussen de knie en de enkel. Zij wordt door de bollingen van de spieren musculus gastrocnemius en musculus soleus gevormd.